# Barycnemis probloides
Barycnemis probloides là một loài tò vò trong họ Ichneumonidae.